# Placolobium
Placolobium là một chi thực vật có hoa trong họ Đậu.